# L'Histoire du crayon
 (juillet 2022).
Si vous disposez d'ouvrages ou d'articles de référence ou si vous connaissez des sites web de qualité traitant du thème abordé ici, merci de compléter l'article en donnant les références utiles à sa vérifiabilité et en les liant à la section « Notes et références ».
L'Histoire du crayon (Die Geschichte des Bleistifts) est un livre de Peter Handke fait de prises de notes pendant qu'il écrivait Histoire d'enfant et Par les villages. Paru en 1982, il a été traduit par Georges-Arthur Goldschmidt en 1987 pour Gallimard.